# دیابلو کودی
بروک بوزی (به انگلیسی:Brook Busey) با نام هنری دیابلو کلودی (زاده ۱۴ ژوئیه ۱۹۷۸ در لمونت، ایلینوی) نویسنده، فیلمنامه‌نویس، روزنامه‌نگار و بلاگر آمریکایی است. او در سال ۲۰۰۷ با بردن جایزه اسکار بهترین فیلمنامه غیراقتباسی برای فیلم جونو به شهرت رسید.